# Ritzenschattenhalb
Ritzenschattenhalb (mundartlich: Ritsǝschatəhalb) ist ein Gemeindeteil der Marktgemeinde Weitnau im bayerisch-schwäbischen Landkreis Oberallgäu.

## Geographie
Der Weiler liegt circa 1,5 Kilometer westlich des Hauptorts Weitnau. Nördlich der Ortschaft liegt Ritzensonnenhalb und dort verläuft auch der Weitnauer Bach.

## Ortsname
Der Ortsname stammt vom mittelhochdeutschen Personen(kurz)namen Rize und bedeutet beim Rize. Das später hinzugekommene neuhochdeutsche Wort schattenhalb bedeutet auf der Schattenseite.

## Geschichte
Ritzen wurde erstmals im Jahr 1414 als „zum Ritzen “ urkundlich erwähnt. 1451 wurden rothenfelsische Eigenleute und ein stiftkemptisches Lehen – das 1793 noch genannt wurde – im Ort erwähnt. 1728 fand die Vereinödung Ritzens statt. Seit 1806 wird zwischen Ritzensonnenhalb und Ritzenschattenhalb unterschieden.